# اچ‌ام‌اس بیارد (کی۳۱۵)
اچ‌ام‌اس بیارد (کی۳۱۵) (به انگلیسی: HMS Byard (K315)) یک کشتی بود که طول آن ۳۰۶ فوت (۹۳ متر) بود. این کشتی در سال ۱۹۴۳ ساخته شد.